# مارسل کاستلی

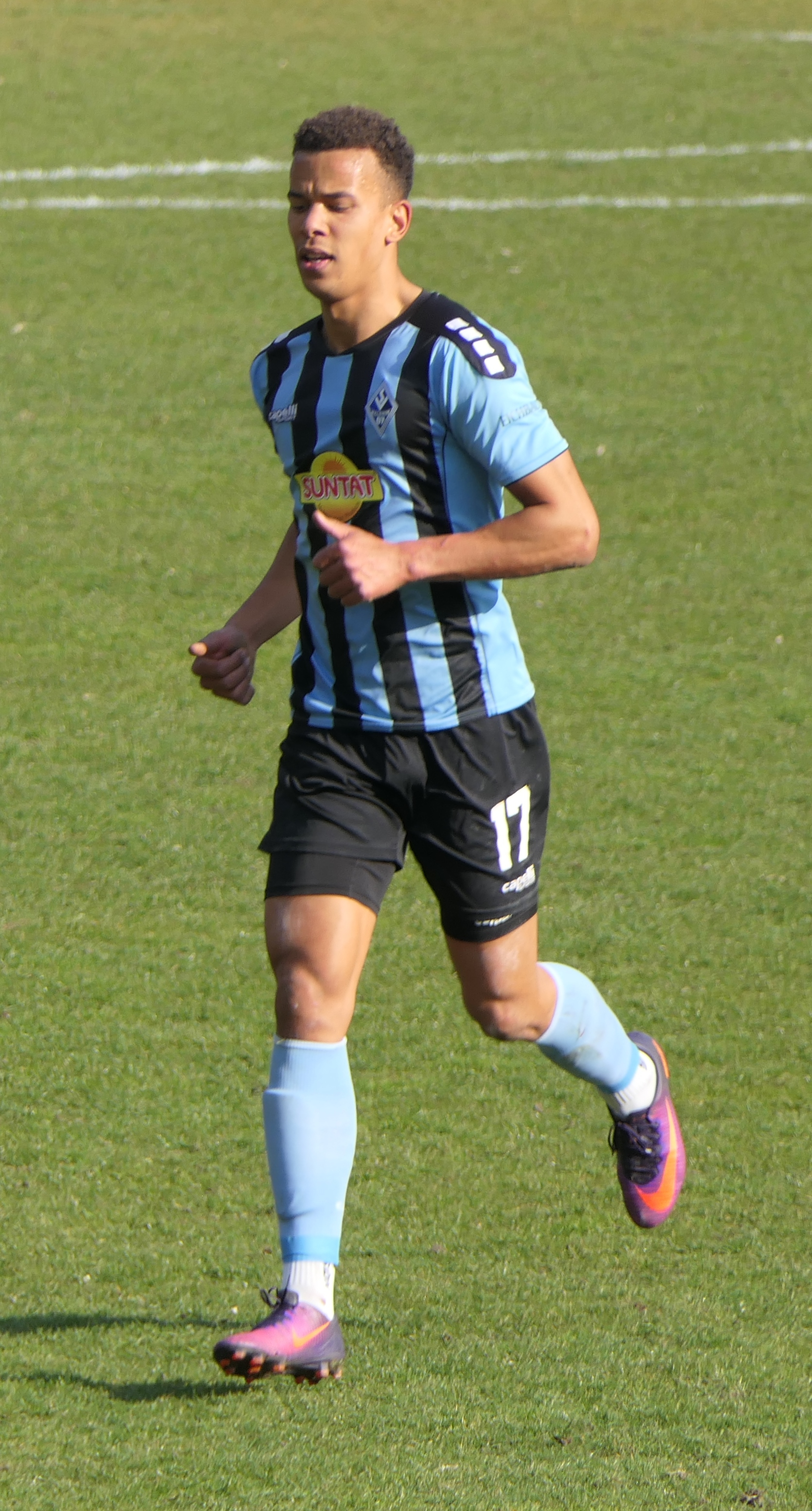
مارسل کاستلی در سال ۲۰۲۲

مارسل کاستلی (انگلیسی: Marcel Costly؛ زادهٔ ۲۰ نوامبر ۱۹۹۵) بازیکن فوتبال اهل آلمان است.
از باشگاه‌هایی که در آن بازی کرده‌است می‌توان به باشگاه فوتبال ماینتس ۰۵ اشاره کرد.